# Арсанов Ваха Хамідович
Ваха Хамідович Арсанов (Ваха Ҳамидович Арсанов; нар. 1 січня 1958 — пом. 15 травня 2005) — чеченський державний, політичний і військовий діяч. Дивізійний генерал національної армії Ічкерії, активний учасник першої та другої чеченських воєн - командувач Північно-Західним фронтом ЗС ЧРІ. Брав участь у створенні Національної гвардії Ічкерії та обіймав посаду віце-президента при Масхадові. Був одним із організаторів та керівників операції "Джихад" зі звільнення Грозного в серпні 1996 року.

## Раннє життя
Народився в 1958 році в станиці Наурського району Наурського ЧІАССР. Представник тейпу Келой. Після закінчення школи деякий час працював шофером, згодом у місцевому управлінні ДАІ Чечено-Інгуської АРСР, де дослужився до звання капітана міліції.
Восени 1991 року під час протистояння республіканської влади та опозиційного ним Загальнонаціонального конгресу чеченського народу підтримав дії конгресу. З обранням Джохара Дудаєва Президентом ЧРІ Арсанов обраний депутатом Парламенту республіки, увійшов до складу комісії з контролю за торгівлею нафтопродуктами.

## Віце-президент Чечні
У лютому 1997 року в центрі Грозного в кортежі Арсанова «вибух бомби з дистанційним керуванням пошкодив дві машини»; його прес-секретар стверджував, що напад був «ретельно спланованою операцією російських спецслужб», спрямованою на дестабілізацію Чечні шляхом провокації конфлікту між прихильниками [Масхадова] та Зелімханом Яндарбієвим, колишнім виконувачем обов’язків президента». У квітні російський представник Міністр внутрішніх справ Анатолій Куликов оголосив про арешти двох чеченських жінок, підозрюваних у причетності до кризи із захопленням заручників у будьонівській лікарні 1995 року та вибуху 28 квітня у П'ятигорську, в результаті якого загинули двоє. Арсанов заперечив причетність Чечні до вибухів у П'ятигорську та Армавірі, натомість звинувативши російські спецслужби в організації вибуху в П'ятигорську з метою «саботувати мирний процес». Він також запропонував «припинити поточні мирні переговори з Росією, поки Куликов не вибачиться». Проте перший віце-прем'єр-міністр Чечні Мовладі Удугов заявив, що мирні переговори триватимуть. У травні російські лідери офіційно вибачилися за інцидент, коли російські винищувачі перехопили літак Арсанова невдовзі після того, як він вилетів із Грозного до Нідерландів. У вересні Арсанов погрожував «стратити» лідерів російського Кабінету міністрів за їхній «геноцид» під час війни та закликав «плюнути» на Росію. Російський уряд вимагав від Арсанова скасувати свої «образливі заяви» та вибачитися, але він цього не зробив. У листопаді Арсанов виконував обов'язки президента, поки Масхадов був у відпустці.
У липні 1998 року Арсанов разом із Шамілем Басаєвим врятував від повного знищення «ваххабітські» загони за підтримки колишніх генералів-ренегатів Арбі Бараєва та Абдул-Маліка Межідова під час протистояння з урядовими силами Масхадова в Гудермесі. У серпні 1998 року на телевізійній конференції Арсанов сказав, що, атакуючи Афганістан і Судан, Сполучені Штати розпочали «неоголошену Третю світову війну» і віддали наказ про глобальну атаку на американців; він сказав, що Білл Клінтон «був оголошений у «списку розшуку» за його злочини проти ісламського народу і буде судимий відповідно до законів шаріату». У грудні Арсанов перейшов на бік опозиції, яка агітувала за нову конституцію ісламістської держави.
Арсанова звинуватили в корупції та причетності до злочинної діяльності, включаючи викрадення іноземців та зв’язки з чеченською мафією в Москві. У лютому 1999 року Арсанова було звільнено указом президента про ліквідацію його посади, але він сказав, що не піде з посади, якщо президент Масхадов також не піде у відставку. Він сказав, що вищому ісламському органу республіки, Шурі, слід дозволити обрати нове національне керівництво для перетворення Чечні на ісламську державу.
Після початку Другої чеченської війни в 1999 році Арсанов оголосив у жовтні, що Державна рада оборони "вирішила заборонити керівництву Чечні вести переговори або вступати в контакт з прем'єр-міністром Росії Володимиром Путіним". Він також вимагав, щоб чеченці зустрічалися з росіянами лише «на нейтральній території»; що міжнародна організація буде контролювати та виконувати російсько-чеченську угоду; і що російські війська виведуть із Чечні. У жовтні Арсанов «виключив проведення політичних переговорів з Росією, заявивши, що Чечня очікує, що Європа та Сполучені Штати тиснуть на Росію, щоб вона припинила військову операцію». У лютому 2000 року Арсанов разом із Басаєвим, як повідомлялося, оголосили про початок «тотальних військових дій на всій території Росії». Невдовзі він зник у Грузії, де проходив лікування від поранень, публічно з’являючись у присутності президента Грузії Едуарда Шеварднадзе, а пізніше, за повідомленнями, переїхав до Назрані в Інгушетії. У 2001 році він знову висловився, назвавши чеченський опір Росії «безглуздим», і Масхадов звільнив його, сказавши: «Він міг потрапити в руки федералів у будь-який момент, і вони могли змусити його взяти участь у переговорах.

## Пізнє життя і смерть
У лютому 2003 року AFP повідомило, що Арсанов звернувся до чеченського опору з відеозакликом припинити напади на промосковські чеченські бойовики. Згідно з повідомленнями російських ЗМІ, він зблизився з Ахмадом Кадировим, промосковським главою республіки, який попросив у федерального центру амністію для Арсанова. Інші джерела стверджують, що він та Іса Мунаєв залишалися останніми командирами досі повноправними лояльними до Масхадова. Згідно з повідомленням «Комерсанта», Арсанов був затриманий чеченським ОМОНом на чолі з колишнім командиром сепаратистів Артуром Ахмадовим. У лютому 2005 року сепаратисти протестували проти нібито арешту та затримання Арсанова росіянами.
15 травня 2005 року Росія оголосила, що під час рейду в селі Іваново, передмісті Грозного, проросійські сили поліції та ополчення вбили чотирьох бойовиків, у тому числі Арсанова. Смерть була оповита таємницею; Повідомлялося, що тіла обгоріли надто сильно, щоб їх не можна було ідентифікувати, а сепаратисти стверджували, що Арсанов у той час фактично перебував під вартою в Росії. За деякими даними, Арсанова утримували в приватній в'язниці Рамзана Кадирова в Центарої і безуспішно катували, намагаючись змусити його співпрацювати з молодим Кадировим проти Масхадова. The Moscow Times також повідомила, що Арсанова катували в неофіційній в'язниці Кадирова в лютому.

## Пам'ять
28 жовтня 2022 року у місті Кривий Ріг вулицю Рокоссовського перейменували на вулицю Вахи Арсанова.